# クリスチャン・デムーロ
クリスチャン・デムーロ（Cristian Demuro、1992年7月8日 - ）はイタリア出身の騎手である。兄は日本中央競馬会所属のミルコ・デムーロ。姉は元騎手で現在は調教師のパメラ・デムーロ。父のジョヴァンニも従兄弟も元騎手であるという。

## 経歴
デビュー前に兄ミルコの関係者として、2003年の皐月賞などで、3回の来日経験がある。12歳で乗馬を始める。
2009年にイタリアでデビューし、その年は45勝。翌2010年には153勝で一躍リーディングジョッキーランキング2位となる。
2011年に1月7日から3月6日までの地方競馬全国協会（NAR）の短期騎手免許を取得。船橋の川島正行厩舎に所属する。1月17日の船橋第7レースで地方競馬初騎乗、同日第8レースでの初勝利も含め、デビュー当日に2勝を挙げ、日伊通算200勝の表彰を受ける。1月19日の船橋記念で地方重賞初騎乗。2月12日には東京競馬場に遠征し、第7レースで日本中央競馬会（JRA）のレースに初騎乗、クイーンカップでJRA重賞初騎乗を果たしている。3月4日までに25勝を挙げ、3月7日から4月6日までの短期免許を取得していたが、イタリアに帰国していた際に日本で東日本大震災が発生。浦和桜花賞の追い切りに合わせて再来日の予定だったが、免許期間中は南関東公営競馬が開催中止になったこともあり、再来日することはなかった。イタリアでは222勝を挙げ、初のリーディングジョッキーとなった。
免許期間中にはミルコもJRA短期免許を取得して来日しており、2月2日に大井競馬場で行われたTCK女王盃では初の兄弟対決が実現した。後の東京遠征時の2レースでも兄弟揃って騎乗しており、3戦ともミルコが先着している。イタリアでは263勝を挙げ、2年連続でリーディングジョッキーとなった。
2012年にJRA短期免許を取得（1月14日から3月13日まで）。初日に2勝を挙げ、1月29日の京都牝馬ステークスではドナウブルーに騎乗して来日初重賞勝利を挙げた。4月9日から4月23日までの短期免許も取得したが、開催2日のみ騎乗して帰国している。
2013年はアメリカ合衆国のガルフストリームパーク競馬場で騎乗した後、JRAの短期免許を3か月間取得。桜花賞では前日に落馬負傷した丸山元気に代わり騎乗したアユサンで勝利し、GI初制覇。2着のミルコとともに、JRA・GI史上初となる兄弟騎手によるワンツーフィニッシュを決めた。また、乗り替わりでの桜花賞勝利もグレード制導入以降初であった。
2014年、2月1日から3月5日までの期間でJRAの短期免許を取得。最終日の3月5日、ワイルドフラッパーでエンプレス杯を勝ち、地方交流重賞初制覇を果たした。
2016年、ラクレソニエールに騎乗してプール・デッセ・デ・プーリッシュ(仏1000ギニー)を制覇し、フランスでのGI初制覇。同馬とのコンビではディアヌ賞(仏オークス)も制し、無敗での牝馬二冠を達成している。
2017年、ホープフルステークスをタイムフライヤーで勝利。翌2018年には阪神ジュベナイルフィリーズをダノンファンタジーで勝利した。
2020年10月4日、ソットサスに騎乗し凱旋門賞を初制覇。なお、クリスチャンはソットサスのジャン＝クロード・ルジェ厩舎と主戦契約を結んでおり、このレースには同厩舎のラービアーも出走していたが、ルジェ調教師の推奨によってソットサスへの騎乗を選択している。
2022年、短期免許期間内にエリザベス女王杯をジェラルディーナで制したものの、同年11月19日の阪神競馬第10競走（レッドヴェロシティ騎乗）で斜行による進路妨害で2日間の騎乗停止処分を受け、その後11月28日のジャパンカップ（シャフリヤール騎乗）でも、斜行による進路妨害で加重制裁となる9日間の騎乗停止処分を受けた。これにより「暦年短期免許期間中の2回以上の騎乗停止処分」に抵触することとなり、翌2023年については、JRA短期騎手免許が発給されないこととなった。
2023年10月1日、無敗馬エースインパクトに騎乗し、自身2度目の凱旋門賞制覇を果たした。
2024年6月9日にリヨン競馬場で落馬事故に巻き込まれ、右手親指を骨折。復帰に一ヶ月を要し、その影響でディアヌ賞で騎乗予定だったスパークリングプレンティーはトニー・ピッコーヌに乗り替わりになった。
再びJRA短期騎手免許が発給されるようになった2024年に10月26日から12月25日までの間の短期免許を取得した。

## 人物像
- ミルコは競馬のマエストロであり神様のような存在、競馬を離れると愉快で一緒にいて楽しい人物であるという[1]。
- 南関東で注目した騎手は御神本訓史、戸崎圭太、森泰斗、吉原寛人[1][22]。
- 日本食で困ったことはなかった。南関東遠征時は船橋競馬場付近のららぽーとTOKYO-BAY内のラーメン店によく通っていた[1]。
- 趣味はサッカーで、体を鍛える一環でもある。好きなサッカークラブはACミラン、好きなサッカー選手はズラタン・イブラヒモビッチ、アレシャンドレ・パト[1]。
- 父のジョヴァンニは「ミルコはいろんな人にいい顔をするけど、クリスチャンは静かで天使みたい。でも思ったことをすぐ口にするタイプ」と評している[23]。
- 2019年に娘が誕生した[24]。

## 主な騎乗馬
太字はGI・JpnI競走を示す
- アユサン（2013年桜花賞）
- ビズザナース（2013年ミラノ大賞典[25]）
- オールザットジャズ（2013年福島牝馬ステークス）
- ドナウブルー（2012年京都牝馬ステークス）
- ハナズゴール（2012年チューリップ賞）
- ロゴタイプ（2013年スプリングステークス）
- ワイルドフラッパー（2014年エンプレス杯）
- サンビスタ（2015年TCK女王盃）[26]
- ラクレソニエール（2016年プールデッセデプーリッシュ、ディアヌ賞）
- ブラムト（2017年プールデッセデプーラン、ジョッケクルブ賞）
- ベルーガ（2017年ファンタジーステークス）
- タイムフライヤー（2017年ホープフルステークス）
- サングレーザー（2017年スワンステークス）
- ダノンファンタジー（2018年阪神ジュベナイルフィリーズ）
- ソットサス（2019年ジョッケクルブ賞、2020年ガネー賞、凱旋門賞）
- クールサンバ（2021年プールデッセデプーリッシュ）
- トーキョーゴールド（2021年デルビーイタリアーノ）
- ディープボンド（2021年フォワ賞）
- グレナディアガーズ（2021年阪神カップ）
- シャフリヤール（2022年ドバイシーマクラシック）
- ジェラルディーナ（2022年エリザベス女王杯）[27]
- エースインパクト（2023年ジョッケクルブ賞、凱旋門賞）
- フィードザフレイム（2023年パリ大賞）
- スタニングローズ（2024年エリザベス女王杯）
- アウトレンジ（2024年浦和記念）
- ソウルラッシュ(2025年ドバイターフ)